# Procureur de la Cour pénale internationale
Le procureur de la Cour pénale internationale est le fonctionnaire de la Cour pénale internationale dont les fonctions comprennent l'enquête et la poursuite des crimes relevant de la compétence de la Cour pénale internationale, à savoir le génocide, les crimes contre l'humanité et les crimes de guerre, ainsi que le crime d'agression.
En 2024, le procureur est Karim Khan, élu le 12 février 2021 et en fonctions le 16 juin 2021. Il a été précédé par Fatou Bensouda, qui a exercé ses fonctions du 15 juin 2012 au 15 juin 2021. 